# Diplocephalus hispidulus
Diplocephalus hispidulus är en spindelart som beskrevs av Saito och Ono 200. Diplocephalus hispidulus ingår i släktet Diplocephalus och familjen täckvävarspindlar. Inga underarter finns listade i Catalogue of Life.